# This Is Where I Came In
This Is Where I Came In és el vint-i-dosè i últim àlbum d’estudi del grup de pop anglès The Bee Gees. Va ser llançat el 24 d'abril de 2001 per Polydor al Regne Unit i Universal als Estats Units, poc menys de dos anys abans de la inesperada mort de Maurice Gibb per una aturada cardíaca abans de la cirurgia per una obstrucció intestinal.
És l'únic àlbum de material completament nou llançat pel segell Universal Music (que havia adquirit els drets dels llançaments del grup a Polydor Records quan van comprar PolyGram, el pare de la discogràfica). L'àlbum va arribar al número 6 del Regne Unit, mentre que el senzill "This Is Where I Came In" va arribar al número 18. Als Estats Units, l'àlbum va arribar al número 16. El grup va aparèixer a la sèrie de concerts A&E Live per petició a l'abril del 2001 per promocionar el nou àlbum.
Els germans van veure l'àlbum com un retorn a la fórmula original de Bee Gees, així com un nou començament. L'àlbum va marcar la cinquena dècada d'enregistrament de la banda. Va ser un dels primers àlbums de Bee Gees que es va reeditar a Reprise Records el 2006, quan els germans van recuperar els drets de tots els seus enregistraments.

## Llista de cançons i autors
1. «This Is Where I Came In» (Barry, Robin i Maurice Gibb)
2. «She Keeps On Coming» (Barry, Robin i Maurice Gibb)
3. «Sacred Trust» (Barry, Robin i Maurice Gibb)
4. «Wedding Day» (Barry, Robin i Maurice Gibb)
5. «Man In The Middle» (Robin i Maurice Gibb)
6. «Déjà Vu» (Barry, Robin i Maurice Gibb)
7. «Technicolor Dreams» (Barry Gibb)
8. «Walking On Air» (Maurice Gibb)
9. «Loose Talk Costs Lives» (Barry Gibb)
10. «Embrace» (Robin Gibb)
11. «The Extra Mile» (Barry, Robin i Maurice Gibb)
12. «Voice In The Wilderness» (Barry Gibb, Ben Stivers, Alan Kendall, Steve Rucker i Matt Bonelli)

En edicions especials de l'àlbum apareixen altres cançons:
- «Just In Case» (Barry, Robin i Maurice Gibb)
- «Promise The Earth» (Barry, Robin i Maurice Gibb)

## Crèdits
- Barry Gibb: veu, guitarra i programació.
- Robin Gibb: veu.
- Maurice Gibb: veu, guitarra, teclats, sintetitzadors i programació.
- Alan Kendall: guitarra.
- George Perry i Matt Bonelli: baix.
- Neil Bonsanti: clarinet.
- Steve Rucker: bateria.
- John Merchant: programació i enginyer.
- Ben Stivers: teclats, piano, sintetitzadors, programació i orgue.
- Mark Evans i Roger Lyons: programació.
- Robbie Mackintosh: guitarra.
- Peter Graves: arranjaments orquestrals.
- Ashley Gibb, Geraldine Dubernet i Mark ‘Tuffy’ Evans: enginyers.
- Barry, Maurice, Robin Gibb i Peter John Vettese: productors.